# Clara Ant
Clara Levin Ant ComMM • ComRB (La Paz, 7 de fevereiro de 1948) é uma arquiteta boliviana e política radicada no Brasil. Filiada ao Partido dos Trabalhadores (PT), foi deputada estadual de São Paulo e assessora especial do presidente Luiz Inácio Lula da Silva.

## Biografia
Começou sua atividade política no movimento trotskista "Liberdade e Luta", mas depois mudou para a centro-esquerda. Foi militante da oposição ao regime militar desde a década de 60, dirigente da CUT desde sua fundação até 1988 e vice-presidente da Federação Nacional dos Arquitetos de 1983 a 1989.

### Assembleia Legislativa
Ant foi ativista do Partido dos Trabalhadores desde sua fundação, e foi a tesoureira do partido até sua eleição como deputada estadual em 1986 pelo PT, sendo líder da bancada do seu partido na Constituinte estadual paulista. Na ocasião, foi a 80.ª (de 84 vagas) deputada estadual por número de votos, com 19 925 votos (0,13%); ficando atrás do sindicalista José Cicote, mais cotado entre os petistas com 37 865 votos.
Mais tarde, atuou no poder executivo municipal, como administradora regional na cidade de São Paulo, sob o governo Marta Suplicy.

### Casa Civil
Em 2003, foi escolhida como assessora pessoal do presidente Luiz Inácio Lula da Silva, desempenhando um papel de comunicação entre o governo e a comunidade judaica brasileira. Entre 2004 e 2005 foi duas vezes condecorada por Lula com a admissão, ambas no grau de Comendadora, respectivamente à Ordem do Mérito Militar e à Ordem de Rio Branco.
Foi exonerada pela ministra Dilma Rousseff em 20 de agosto de 2007 para assumir o cargo de chefe de gabinete-adjunto de informações em apoio à decisão do gabinete pessoal do Presidente da República, após o cargo de assessor especial ser desmembrado em vários outros.